# Angelika Kauffmann
Angelika Kauffmann, egentligen Maria Anna Angelica Catharina Kauffmann, född 30 oktober 1741 i Chur i Graubünden i Schweiz, död 5 november 1807 i Rom, var en schweizisk konstnär.
Angelika Kauffmann var en av sin tids mest uppskattade konstnärer inom porträttkonst och historiemåleri. Hon målade i nyklassicistisk stil och följde väl tidens akademiska ideal.

## Biografi
Angelika Kauffmann gick i lära hos sin far Joseph Johann Kauffmann, som var en fattig men skicklig konstnär och en bra lärare. Redan som tolvåring blev hon en ryktbar porträttmålare och hade biskopar och adelsmän som kunder. I tonåren vistades hon långa perioder i Italien där hon fick uppskattning både som person och som konstnär. 
Kauffmann blev ledamot i Accademia di Belle Arti di Firenze 1762. Vid 1760-talets mitt flyttade hon till England. Också i England blev hon en omtalad konstnär och 1768 var hon en av grundarna av Royal Academy of Arts. Den engelske målaren Joshua Reynolds kom att bli en av hennes närmaste vänner.
År 1767 gifte hon sig med en svensk bedragare, som agerade under namnet greve Frederick de Horn. Denne försvann efter en kort tid med hennes besparingar. Genom Reynolds försorg lyckades hon 1768 få äktenskapet ogiltigtförklarat av den anglikanska kyrkan.
På sin fars inrådan gifte hon sig 1781 med den italienske målaren Antonio Zucchi. Året därpå flyttade paret till Rom och deras hem på Via Sistina 72 blev en träffpunkt för konstnärer, intellektuella och aristokrater. Bland deras gäster märks kejsaren Joseph II, författarna Goethe och Herder, arkeologen Winckelmann samt hertiginnan Anna Amalia av Braunschweig-Wolfenbüttel.
Angelika Kauffmann ligger begravd i kyrkan Sant'Andrea delle Fratte i Rom.

## Utmärkelser
Nedslagskratern Kauffman på planeten Venus är uppkallad efter henne.

## Bildgalleri

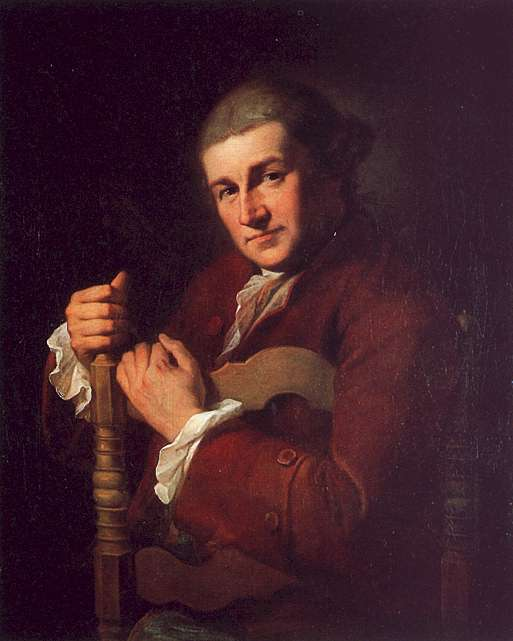
David Garrick, okänt år.
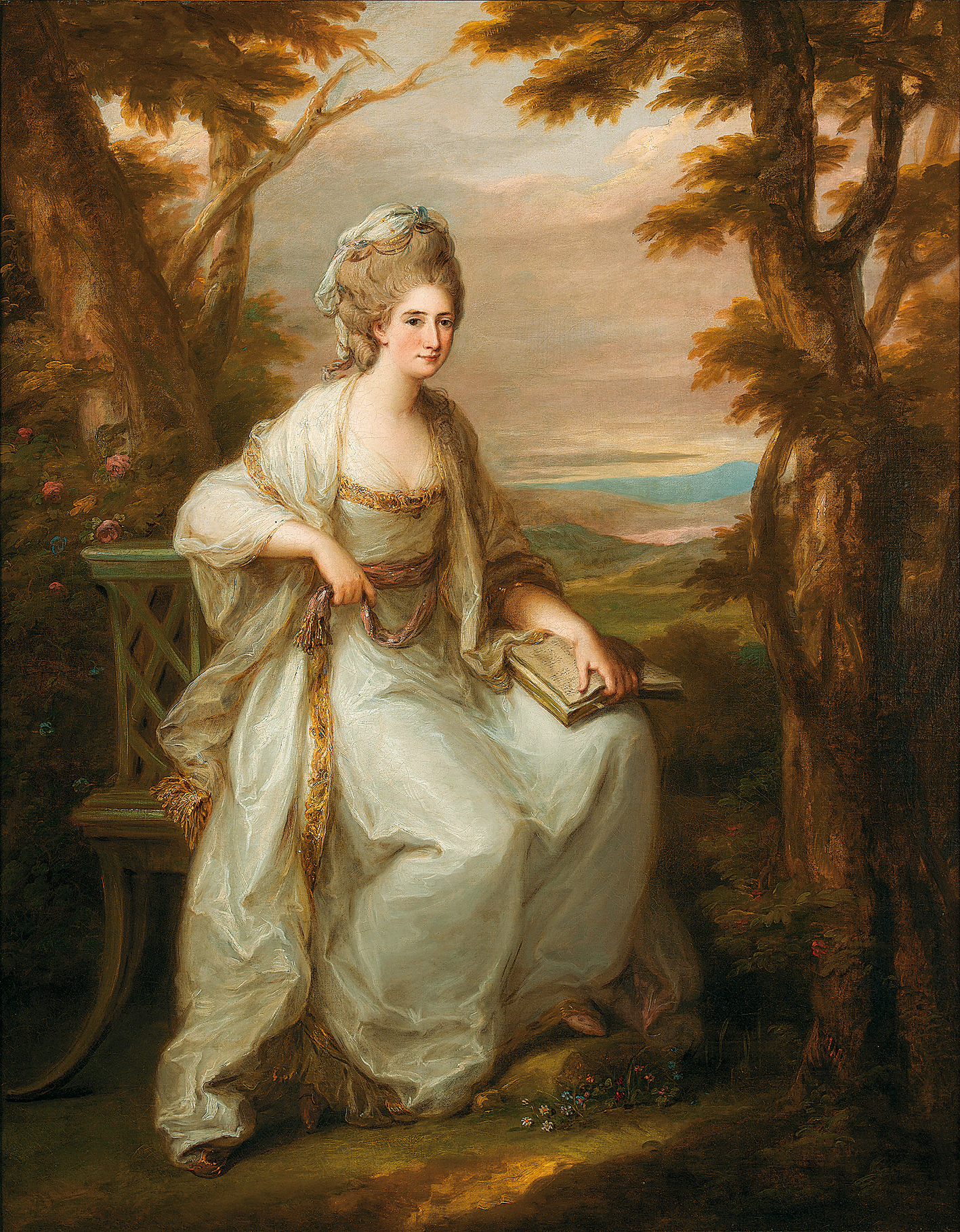
Lady Henderseon of Fordell, 1771.
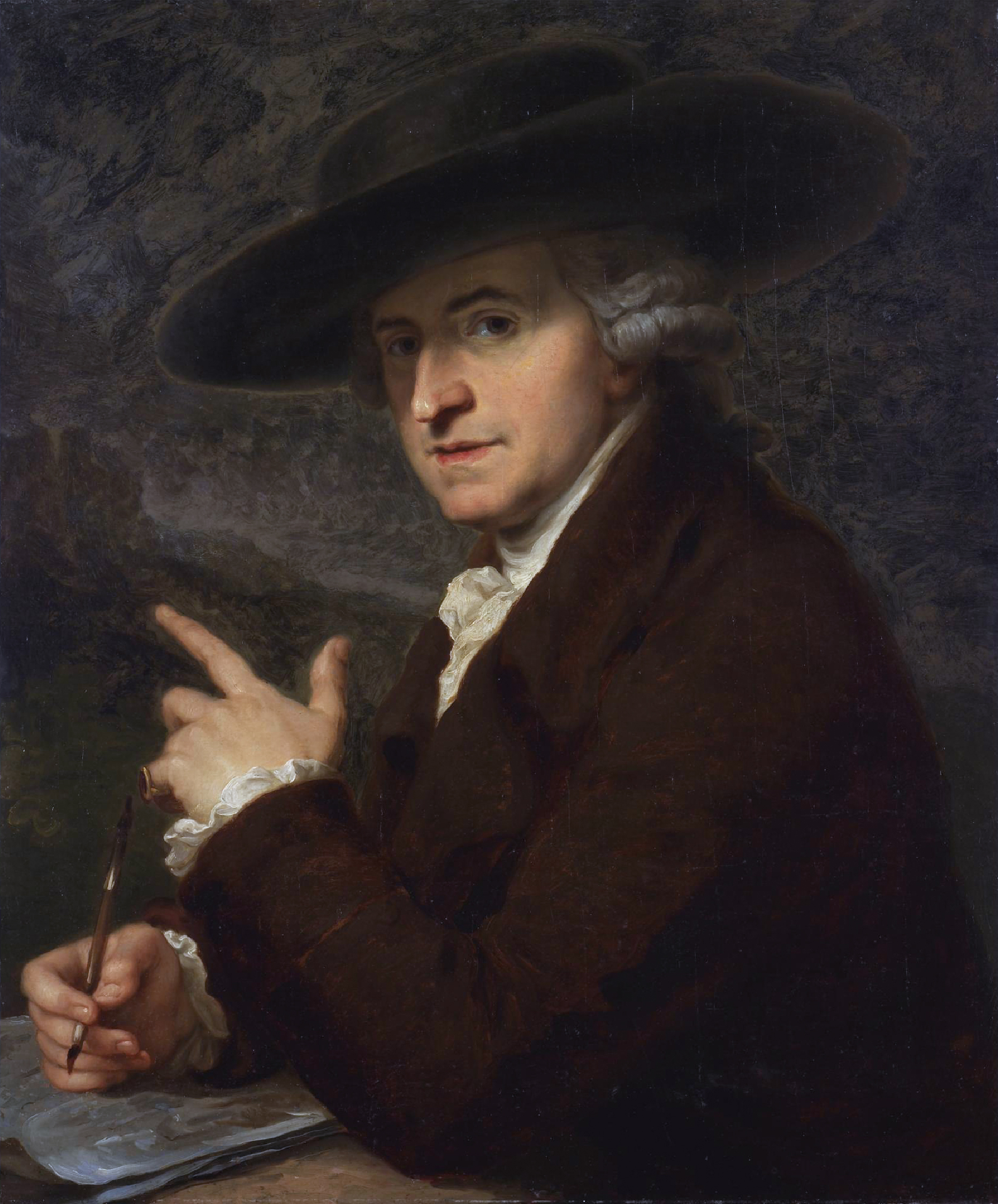
Antonio Zucchi, 1781.
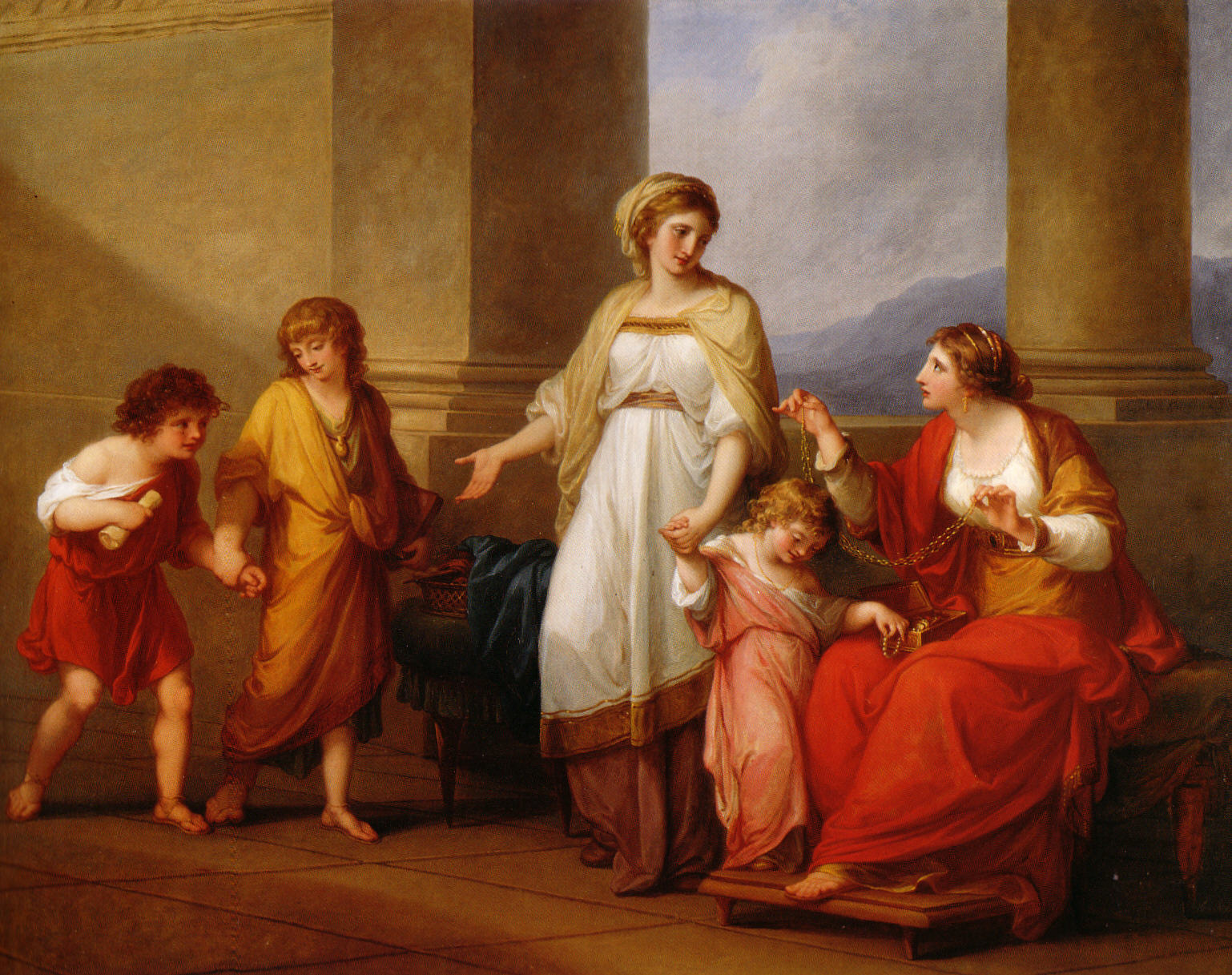
Cornelia mater Gracchorum, 1785.

## Kauffmann i kulturen

### Museer med verk av Kauffmann (urval)
- Gemäldegalerie, Dresden
- Eremitaget, St Petersburg
- Louvren, Paris
- Pusjkinmuseet, Moskva
- Pinakotheket, München
- Burlington House, London
- National Portrait Gallery, London
- Nationalmuseum, Stockholm

### Utställningar
- Retrospektive Angelika Kauffmann (270 works, c. 450 ill. ), Düsseldorf, Kunstmuseum (Nov. 15th 1998 - Jan. 24th 1999); München, Haus der Kunst (Febr. 5th - April 18th 1999); Chur, Bündner Kunstmuseum (May 8th - July 11th 1999)